# Ignazio Renato Birago di Borgaro

Stemma dei Birago

Ignazio Renato Birago di Borgaro, nome completo Ignazio Renato Camillo Birago di Borgaro (Torino, 13 settembre 1721 – Torino, 2 gennaio 1783), è stato un architetto italiano.

## Biografia
Ignazio Renato Birago di Borgaro nacque a Torino il 13 settembre 1721, figlio di Enrico Secondo Lorenzo Birago, marchese di Candia, e di Vittoria Claudia Doria del Maro.
Il 2 gennaio 1745 venne adottato da Augusto Renato Birago di Borgaro, per seguire tutta la carriera militare fino a diventare capo del corpo reale di artiglieria, il 27 marzo 1781.
L'attività di architetto del Birago di Borgaro venne confermata dalle fonti storico-artistiche solamente dal 1767.
Nel 1750 disegnò una veduta del salone adibito per le nozze di Vittorio Amedeo III di Savoia e di Maria Antonia di Borbone-Spagna.
Nel 1767 progettò la cappella di San Uberto nella palazzina di caccia di Stupinigi per la quale l'anno dopo creò un disegno di ampliamento non attuato; guidò successivamente poi la realizzazione di alloggiamenti, scuderie e canili. Lavorò inoltre al completamento dei quartieri militari di Torino (1769-1770), nei quali disegnò la facciata, addolcendo la squadratura delle caserme, oltre a sopraelevare l'intera struttura.
Nel 1770 ricevette la carica di architetto di corte.
In quello stesso anno ricostruì parte dell'altare maggiore della chiesa della Madonna del Carmine di Torino (1770).
Dal 1771 al 1775 eresse la parrocchiale di Sant'Anna, ed ampliò, dalla parte della piazza, il castello ducale di Agliè per conto del duca del Chiablese Benedetto Maurizio: le due costruzioni rappresentarono le sue realizzazioni più importanti. Il castello era stato devastato dai francesi nel 1706, e l'opera di ampliamento e ristrutturazione del Birago di Borgaro, si concretizzò in un palazzo dalle linee eleganti e severe che costituì un unico complesso monumentale, di grande interesse anche dal punto di vista urbanistico, con la piazza e la parrocchiale di Sant'Anna (1775-1777).
Nel 1781 intervenne nella fabbrica dell'Arsenale di Torino, per una sala destinata alla raccolta di armi antiche.
I suoi lavori si caratterizzarono per l'aggiunta di elementi classici su una basa tendenzialmente juvarriana.
Ignazio Renato Birago di Borgaro morì a Torino il 2 gennaio 1783.

## Opere
- Cappella di San Uberto nella palazzina di caccia di Stupinigi (1767);
- Completamento dei quartieri militari di Torino, facciata oltre a sopraelevazione della struttura (1769-1770);
- Altare maggiore chiesa della Madonna del Carmine di Torino (1770);
- Parrocchiale di Sant'Anna di Agliè (1771-1775);
- Castello ducale di Agliè (1775-1777);
- Fabbrica dell'Arsenale di Torino (1781).